# Satellites (The Script)
Satellites è il settimo album in studio del gruppo musicale irlandese The Script, pubblicato il 16 agosto 2024 da BMG Rights Management. 
Si tratta del primo disco pubblicato dopo la morte del chitarrista Mark Sheehan, avvenuta il 14 aprile 2023 dopo una breve malattia.

## Tracce
1. Both Ways – 3:07
2. Unsaid – 2:07
3. Home Is Where the Hurt Is – 2:41
4. At Your Feet – 3:26
5. Gone – 2:20
6. Inside Out – 3:29
7. Satellites – 3:21
8. One Thing I Got Right – 3:00
9. Falling Flying – 3:16
10. Before You Go – 3:01
11. Promise – 3:22
12. Run Run Run – 2:42

## Formazione
- Danny O'Donoghue – voce (tutte le tracce), cori (2, 7, 8, 12), chitarra acustica (4), chitarra (6), basso (7, 9), clavicembalo (8)
- Glen Power – batteria (1, 3, 5, 6, 10), cori (1, 3, 4), chitarra (6, 10), bouzouki (6)
- Ben Sargeant – basso (2, 8, 10, 11)